# Michał z Bystrzykowa
Michał z Bystrzykowa znany też jako Michael Parisiensis, Michał Twaróg z Bystrzykowa (ur. ok. 1450 – zm. w lutym 1520) – polski teolog i filozof.

## Życiorys
Od 1468 studiował w Krakowie, a w latach 1473-1477 zgłębiał filozofię na paryskiej Sorbonie i uzyskał tytuł magistra artium. Krótki czas spędził w Ingolstadt, gdzie immatrykulował się w 1478. Po powrocie do Krakowa nostryfikował dyplom i od czerwca 1485 wykładał na uniwersyteckim wydziale filozoficznym. Wykłady prowadził do 1504 i obejmowały one poglądy Arystotelesa, Cycerona oraz logikę Piotra Hiszpana (wg doktryny Dunsa Szkota). W 1495 i 1501 pełnił funkcję dziekana tegoż wydziału, a w 1513 i 1514 rektora całej uczelni. Na początku XVI w. uzyskał doktorat teologii na Sorbonie. Do końca życia wykładał filozofię na krakowskim uniwersytecie. Mocno propagował scholastykę skotystyczną. Był kanonikiem kolegiaty św. Floriana i proboszczem wojnickim.

## Twórczość
- Questiones in libros analyticorum priorum et elenchorum Aristotelis, wyd. Jan ze Stobnicy, Kraków 1505, drukarnia K. Hochfeder, (wznow. Kraków 1511)
- Questiones in libros analyticorum priorum et elenchorum Aristotelis, wyd. Jan ze Stobnicy, Kraków 1505, drukarnia J. Haller (3 wyd. nast.: Kraków po 1505, 1511?, 1520?, drukarnia J. Haller)
- Questiones... in tractatus parvorum logicalium Petri Hispani, Kraków 1507, drukarnia F. Ungler, (wznow. Kraków 1512)[1]
- Questiones veteris et novae logicae, Kraków 1507, drukarnia J. Haller, (wznow. Kraków 1508)[2]

## Materiały
- Materiały do dziejów działalności uniwersyteckiej – zob. "Conclusiones Universitatis Cracoviensis ab anno 1441 ad annum 1589", wyd. H. Barycz, Kraków 1933, Archiwum do Dziejów Oświaty i Szkolnictwa w Polsce nr 2